# Rimbo Kedui
Rimbo Kedui is een bestuurslaag in het regentschap Seluma van de provincie Bengkulu, Indonesië. Rimbo Kedui telt 1503 inwoners (volkstelling 2010).